# Goncharka
Goncharka (del ruso: Гончарка) es un pueblo (posiólok) del raión de Guiaguínskaya en la república de Adiguesia de Rusia. Está situado en la orilla derecha de un afluente del Psenafa, de la cuenca del Kubán, 8 km al este de Beloréchensk, 10 km al oeste de Guiaguínskaya y 25 km al noroeste de Maikop, la capital de la república.
Pertenece al municipio Guiaguínskoye.

## Historia
En 1929 en el territorio de Goncharka se fundó el sovjós Skotovod. En 1932, el área del sovjós era de 30.000 ha, en general de tierra virgen. Criaban ovejas, cerdos, caballos y ganado bovino, cultivando asimismo cereales. Se inició entonces la construcción de nuevas casas habitables. La dirección del sovjós se encontraba en Maikop.
Hasta 1951 el sovjós conservó su función ganadera, y más tarde pasó a cultivar plantas medicinales como salvia, la menta o la belladona. En 1950, se construyó una estación del ferrocarril del Cáucaso Norte, convirtiéndolo en un asentamiento acondicionado. A cada casa llegó el agua y el gas. En 1972 se construyó una escuela. El cultivo médico de la belladona, es actualmente la principal actividad, cuya producción se vende a las fábricas farmacéuticas de Moscú y Zhytomyr.

## Galería

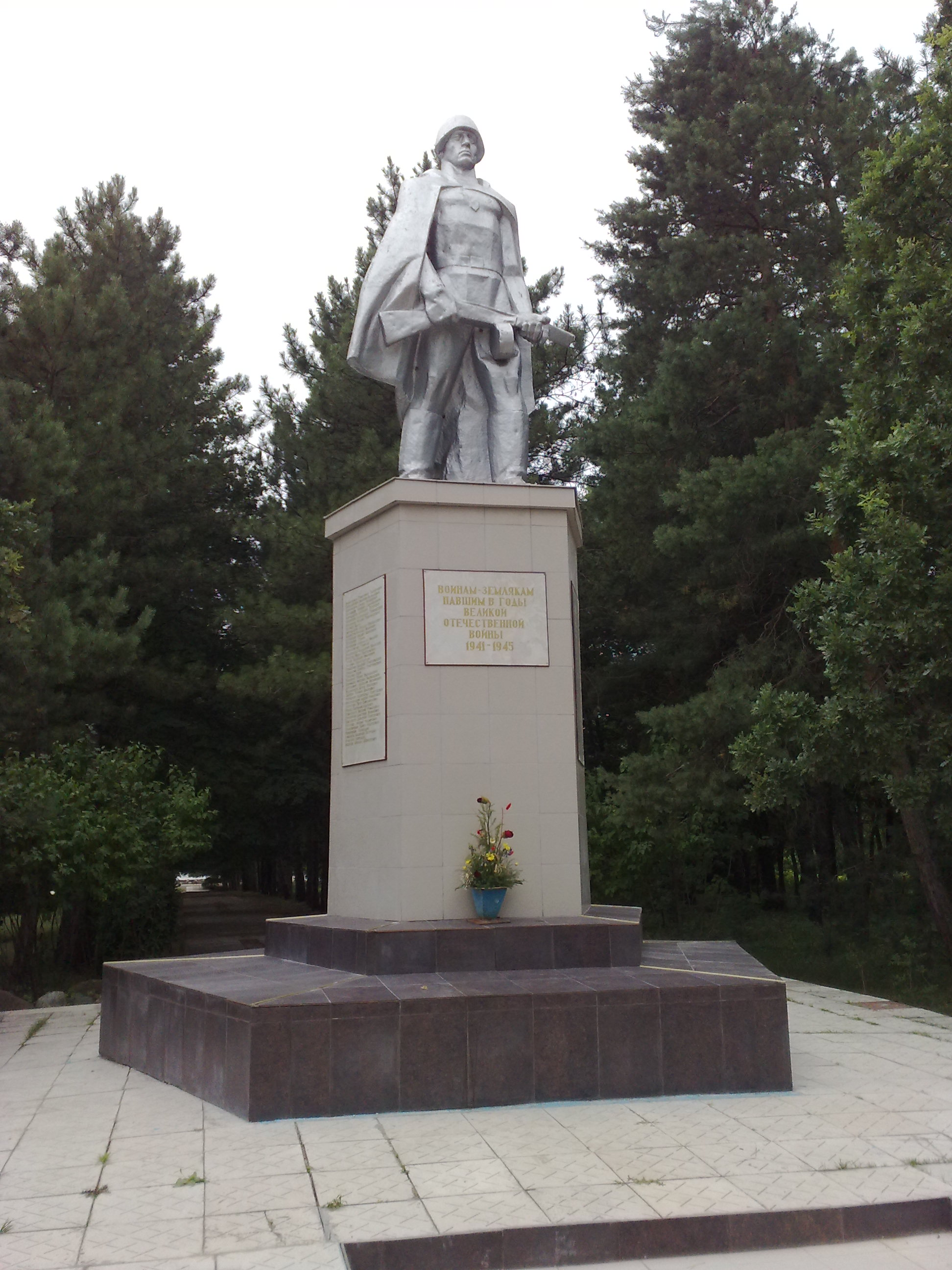
Memorial a la Gran Guerra Patria.
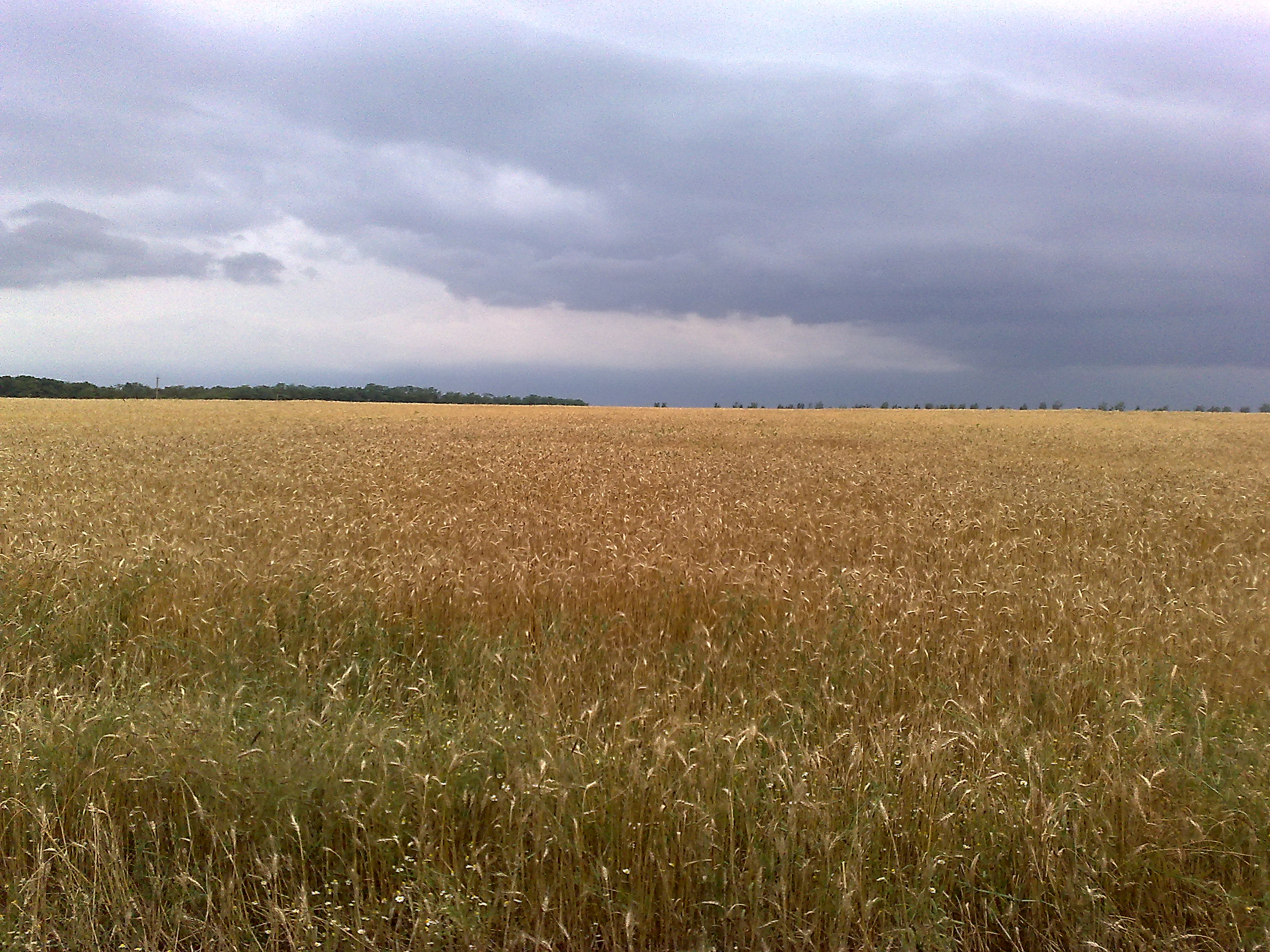
Afueras de Goncharka.